# Érbogyoszló
Érbogyoszló (románul Buduslău) falu Romániában, Bihar megyében, Érbogyoszló központja.

## Földrajzi adatok
Érmihályfalvától mintegy 20 km-re fekszik. Hozzátartozik Albis falu.
Bogyoszló Románia északnyugati részén helyezkedik el Bihar megyében. A falu 1955 óta egy községet képez a szomszédos Albissal, a községközpont Érbogyoszló. A falu határában metszi egymást a 47° 23’-es északi szélesség a 22° 17’-es keleti hosszúsági körrel. A település két részre osztható: a Felszegre és az Alszegre. Utcái: Fő utca, Sikmár, Kukukdomb, Újsor, Hatház, Korsós völgy, Hegyút, Szalacsi utca. Mint a falu neve is mutatja, egy olyan tájegységhez való tartozást jelez, mely magába foglalja az Ér síkságát és a Szilágysági dombok egy részét, valamint a Nyírségi dombok peremét is. Ehhez a tájegységhez tartoznak mindazon falvak, melyek nevében szerepel az Ér előnév.
Falunk az Ér völgye és a Szilágysági dombok között képez átmenetet. Ottománytól Margittáig a domborzatot párhuzamos dombsor alkotja, melyek hol szélesebb, hol keskenyebb völgyeket zárnak közre. A község kis patakocskái a Berettyóban egyesülnek
Az itt élő emberek a legrégibb idők óta a talajvizet használták fel a háztartásoknál, és minden egyéb helyen. A falu területén a talajvíz különböző mélységekben fordul elő, vannak olyan részek, ahol egészen 20-25 métert kell ásni a földben, más helyeken pedig már 1,5-2 méter mélyen is található víz. Különösen attól fogva emelkedett meg ennyire a víz, mióta megépült az apátkeresztúri gát. A víz minősége nem megfelelő, olyan anyagokat is tartalmaz, melyek hosszútávon károsak lehetnek az egészségre. Nagy előrehaladást jelentett a község életében a vízhálózat kiépítése. Ma már a háztartások csekély része használja a kúti talajvizet.
 A község erdős része 488 hektáron fekszik, tölgyeinek mérete és életkora igazán figyelemre méltó. Egy másik jellegzetes természeti adottsága a nádas, mely jóval kevesebb helyet foglal el napjainkban, mint régebben. Jellegzetes növényzete a nád, sás és a káka.

## Történelmi adatok
Bogyoszló falu első írásos említése Jakó Zsigmond valamint Ordentlich Iván szerint 1436-ból származik Bogyozlo alakban. A név eredetét az idők folyamán többféleképpen magyarázták. Egyesek szerint a név Bolászló (Boleszláv) váci püspök nevéből származik, akinek talán birtokai lehettek itt is, mint máshol Bihar megye területén. Egy másik vélemény szerint a Bogyoszló név két szláv szó összekapcsolásával jött létre „Bogu slava” (Jelentése: Istennek hála). Amennyiben a szláv eredeztetést fogadjuk el, akkor minden bizonnyal a falu már a honfoglalás előtt is létezhetett, hiszen történelmi tény, hogy szlávok is éltek e vidéken.
Ezt az Érmellékkel határos vidéket a Kuplon, Ákos, Gutkeled családok kapták, illetve birtokolták. A falu eleinte magyar királyi birtok volt, pontosabban a XII. században a magyar királynő Szatmár és Bihar megyében levő birtokaként tartották számon. Később a falu a Létényi család birtokába került, amely azonban 1512-ben örökös nélkül kihalt, ekkor Bogyoszló a nagyváradi római katolikus püspökség tulajdona lett. A falu ebben az időben a kisebb települések sorába tartozott.
A török pusztítás Bogyoszlót sem kerülte el. Volt idő, amikor a falu teljesen lakatlan volt, a lakosok elpusztultak, elvándoroltak, vagy pedig a környező erdőkben, nádasokba kerestek menedéket. A veszély elmúltával a lakosok visszatértek otthonaikba, a XVI. Század végétől illetve a XVII. Század elejétől kezdve a falu lassan újra benépesedett.
Az 1848-49-es forradalom és szabadságharc óriási változást hozott Bogyoszló lakóinak életében. Eltörölték a jobbágyságot, s az immár szabad lakosság a római katolikus püspökség birtokából 300 hold szántóterületet, valamint 840 hold erdőt kapott. Az 1862-es tűzvész elpusztította a falu északi részét. Leégett a templom és a parókia is, ekkor vált a lángok martalékává az egyház irattárában levő okmányok, dokumentumok nagy része. 1955-től Albis falu Bogyoszló községhez tartozik.
1692 és 1720 között lakatlan volt a török hódítás következményeként. 1720 után újra benépesedett és 1851-re 1100 lakója lett. 1862-ben a falu elpusztult egy tűzvész alkalmával. 1910-ben azonban 1053 lakót jegyeztek fel. 1930-ban 1126, 1980-ban 1116, 1992-ben 1015 fő lakott a községben. A 2002-es népszámlálás adatai alapján Érbogyoszlóban 1966 személy  élt, míg 2007-es adatok szerint csak 1901.
Bogyoszló-hoz tartozott Feneketlen puszta is.

## Nevezetességek
- Református temploma nagyon régi, tornyát 1848-ban építették újra.

## Lakosság
A 2002-es népszámlálás adatai alapján Érbogyoszlóban 1966 személy él, melyből 720 dolgozó személy, 932 pedig aktív életkorban van; 42 személy munkanélküli, 17%-a a lakosoknak munkanélküli segélyből él.
  Érbogyoszló község lakosainak számbeli fejlődése:
| Település   | 1828 | 1886 | 1910 | 1930 | 1980 | 1992 |
| Albis       | 458  | 881  | 1088 | 1205 | 1123 | 1059 |
| Érbogyoszló | 819  | 769  | 1053 | 1126 | 1116 | 1016 |